# Иногда они возвращаются
«Иногда они возвращаются» (англ. Sometimes They Come Back) — рассказ американского писателя Стивена Кинга в жанре ужасов. Был опубликованный в марте 1974 года в журнале «Cavalier», в 1978 году вошёл в состав сборника «Ночная смена».. На русском языке также публиковался под названием «Кто следующий?».
В 1991 году рассказ был экранизирован.

## Сюжет
1957 год. 9-летний Джим Норман и его 12-летний брат Уэйн идут в местную библиотеку, чтобы вернуть книги Джима и на них нападают трое местных хулиганов-гризеров; в итоге Уэйн был зарезан, а Джиму удаётся сбежать. После этого Джима в случайные моменты его жизни преследуют кошмары, воспроизводящие убийство брата.
1974 год. 27-летний Джим устраивается на новую работу учителем английского языка в средней школе Гарольда Дэвиса. После окончания рождественских каникул Джим узнаёт, что один из его учеников (Билли Стерн) погиб под колёсами автомобиля. В класс Джима приходит новый ученик, в котором он узнаёт Роберта Лоусона, одного из хулиганов, убивших его брата; при этом Лоусону столько же лет, сколько ему было в 1957 году.
Неделю спустя ещё одна ученица Джима (Кэти Слейвин) погибает в результате несчастного случая, и к классу Джима присоединяется второй хулиган — Дэвид Гарсия, который выглядит также, как и в 1957 году.
Когда другой ученик Джима (Чарльз Осуэй) выражает ему свою обеспокоенность по поводу подозрительных новичков, а затем таинственным образом бросает школу и сбегает из города, к классу Джима присоединяется третий хулиган — Винсент Кори. В ужасе Джим звонит своему старому знакомому — полицейскому Дональду Неллу, который знал его и его брата с 1957 года, и узнаёт от него, что Лоусон, Гарсия и Кори погибли вскоре после убийства Уэйна — во время автомобильной погони, удирая от полиции, они врезались в телеграфный столб и погибли от сильного удара электрическим током.
Джим не рассказывает о хулиганах своей жене Салли, считая, что ей лучше не знать. Вскоре Салли попадает в автокатастрофу и умирает в больнице. После похорон Салли Джиму звонит Кори и, заявив ему, что его жену убили он и его друзья, назначает встречу в школе, чтобы закончить то, что было начато в 1957 году. Придя в школу, Джим, руководствуясь книгой «Как вызвать демона», призывает демона, который должен ему помочь справиться с хулиганами. После этого демон, приняв облик Уэйна, убивает Лоусона, Гарсию и Кори, но перед тем как исчезнуть, обещает Джиму вернуться. Приводя школьный класс в порядок, Джим вспоминает, что в книге говорилось о возможности вызвать демона, которого можно попросить о помощи, и о том, что от демона также можно избавиться, но иногда они возвращаются. В финале рассказа Джим задаётся вопросом: «а что, если это ещё не конец его кошмарам?». 

## Персонажи
- Джеймс (Джим) Норман — главный герой повествования.
- Уэйн Норман — старший брат Джима, убитый в 1957 году.
- Салли Норман — жена Джима.
- Роберт Лоусон («Меченый») — первый хулиган. На подбородке у него родинка, похожая на спелую землянику, а также шрам, рассекающий бровь. Убийца Уэйна.
- Дэвид Гарсия («Дёрганый») — второй хулиган. Темноволосый толстяк с нервным тиком левого глаза.
- Винсент (Винни) Кори («Белобрысый») — третий хулиган. Самый главный в троице. Убийца Уэйна.
- Чарли Спондер («Ржавый») — четвертый хулиган. Получил кличку из-за рыжих волос. Выжил (в отличие от Лоусона, Гарсии и Кори).
- Дональд Нелл — полицейский, фактически заменивший отца маленьким Джиму и Уэйну. Расследовал убийство Уэйна; позже рассказал взрослому Джиму о том, что хулиганы, убившие его брата, погибли в автокатастрофе.
- Уильям (Билли) Стерн — ученик Джима. Был сбит автомобилем. Его место занял Роберт Лоусон.
- Кэтрин (Кэти) Слейвин — ученица Джима. Была сброшена с крыши многоэтажного дома, где она держала голубей и куда поднялась, чтобы покормить их. Её место занял Дэвид Гарсиа.
- Чарльз («Чип») Осуэй — ученик Джима. Хулиган, гроза всей школы. Узнав, что хулиганы хотят убить Джима, испугался, бросил школу, сбежал из дома и улетел в Сан-Франциско. Его место занял Винсент Кори.

## Экранизация
Рассказ был экранизирован в 1991 году режиссёром Томом Маклафлином, главную роль сыграл Тим Мэтисон.